# أليس كوهن
أليس كوهن (بالإنجليزية: Alice Cohen)‏ هي ملحنة ومغنية مؤلفة ومغنية أمريكية، ولدت في القرن العشرين.

## وصلات خارجية
- الموقع الرسمي